# Maurice Leroy
Pour les articles homonymes, voir Maurice Leroy (peintre) et Leroy.
Maurice Leroy, né le 2 février 1959 à Paris, est un homme politique français. Membre de l'Union des démocrates et indépendants, il est ministre de la Ville du gouvernement François Fillon du 14 novembre 2010 au 10 mai 2012. Il est député de Loir-et-Cher de 1997 à 2019, il est également président du conseil général puis départemental de Loir-et-Cher de 2004 à 2017.

## Biographie

### Début de carrière
Ancien membre d'un syndicat étudiant communiste, il est titulaire d'une maîtrise d'économie et du diplôme d'études comptables et financières (aujourd'hui DCG) obtenus à l'Université Paris-XIII. En 1982, il devient directeur de cabinet du maire d'Orly, avant d'occuper, de 1984 à 1990, les fonctions de secrétaire général du groupe communiste au Sénat.

### Du communisme au centre-droit
Il dirige ensuite le cabinet du président du conseil général du Val-de-Marne de 1990 à 1991, puis celui de la sénatrice-maire communiste de Nanterre, Jacqueline Fraysse, de 1991 à 1992. Il se rapproche alors de Charles Pasqua, qui le nomme chargé de mission à son cabinet au conseil général des Hauts-de-Seine en 1993, poste qu'il occupera ensuite auprès du ministre délégué à la Ville et à l'Intégration, Éric Raoult, de 1995 à 1997.

### Député de Loir-et-Cher
Il est élu député dans la 3e circonscription de Loir-et-Cher le 1er juin 1997 en battant au second tour le maire de Vendôme, Daniel Chanet, avec 55,4 % des voix. Le 9 juin 2002, il est réélu dès le premier tour avec 50,6 % des suffrages. Le 17 juin 2007, enfin, il est reconduit pour un troisième mandat avec 58,3 % au second tour, pour la XIIIe législature. Lors des élections législatives de 2012, il retrouve son poste de député qu'il avait quitté à la suite de son entrée au gouvernement. Pour cette XIVe législature, il siège au groupe UDI et se rattache financièrement à Démocratie et république, un parti fondé par Jean-Louis Masson.
Il rejoint l'Union pour la démocratie française (UDF) en 2003, et fait campagne pour une « Europe fédérale » aux élections européennes de 2004 et lors du référendum sur la constitution européenne en mai 2005.

### Soutien de François Bayrou puis de Nicolas Sarkozy
En 2007, lors de la campagne présidentielle, il soutient au premier tour la candidature de François Bayrou dont il est le porte-parole. Avec 23 autres députés UDF, il décide de ne pas suivre la consigne de « non choix » soutenue par François Bayrou et vote au second tour pour Nicolas Sarkozy. Il participe aux côtés d’Hervé Morin à la création du Nouveau Centre, plaidant « pour un centre libre dans la majorité présidentielle »,, dont il est le porte-parole jusqu’à son entrée au gouvernement en 2010.
Le 14 février 2008, il signe, avec seize autres personnalités politiques de tous bords, l'« Appel du 14 février » pour une vigilance républicaine lancé par l'hebdomadaire Marianne avant de « dénoncer un coup politique » quelques jours plus tard.
Le 6 octobre 2009, il est élu vice-président de l’Assemblée nationale et représente le Nouveau Centre au sein du bureau de l’Assemblée nationale. Il est réélu 2e vice-président de l'Assemblée nationale en octobre 2010.

### Ministre de la Ville
Il est nommé ministre de la Ville le 14 novembre 2010 au sein du gouvernement François Fillon III.
Il poursuit les programmes lancé par ces prédécesseurs : action de l'Anru dans 485 quartiers, programme de réussite éducative, prorogation des ZFU jusqu'en 2014, renforcement de la collaboration avec les collectivités locales dans 33 contrats urbains de cohésion sociale. Plus de 300 délégués des préfets dans les quartiers sont nommés.
Il est battu aux élections sénatoriales de 2011.

### Après le gouvernement
Le 17 juin 2012, il est réélu député de la troisième circonscription de Loir-et-Cher à Vendôme avec 58,03 % des voix.
Il est nommé porte-parole de l'Union des démocrates et indépendants, le 18 septembre 2012. Deux jours plus tard, il quitte le Nouveau Centre pour participer pleinement au nouveau parti et s'opposer à Hervé Morin qui considère que le NC doit garder une identité.
Il soutient Nicolas Sarkozy pour le premier tour de la primaire présidentielle des Républicains de 2016 et François Fillon pour le second tour.
Il intègre de nouveau la direction de Les Centristes à la suite de la fusion du Nouveau Centre et des « Bâtisseurs de l'UDI » en décembre 2016.
En juin 2017, il est réélu député. Fin octobre 2017, il relaie à l'Assemblée nationale, avec des députés LR, un amendement portant sur la fiscalité des entrepôts et fourni par le Medef et la Confédération des petites et moyennes entreprises,,.
Le député UDI et ancien ministre de la Ville Maurice Leroy a été élu le 17 juillet 2018 vice-président de l'Assemblée nationale par 291 voix contre 21, en remplacement d'Yves Jégo, une fonction qu'il a déjà occupée à deux reprises dans le passé.
Le 10 décembre 2018, il est élu vice-président du conseil départemental de Loir-et-Cher, chargé du tourisme et conformément à la loi sur le non-cumul des mandats. Il démissionne le 9 janvier 2019 de son mandat de député de la 3e circonscription de Loir-et-Cher ; son suppléant, Pascal Brindeau, lui succède. Le 18 décembre 2018, il pose sa dernière question d'actualité au gouvernement à l'Assemblée nationale ; le président de l'Assemblée nationale et le Premier ministre prononcent alors tous deux un discours en son honneur ; le Premier ministre, Édouard Philippe, salue sa carrière par la phrase : « La République, c'est Leroy ! ».
Après sa démission parlementaire, Maurice Leroy annonce s'engager dans un projet professionnel avec la Russie, pays dont est originaire sa nouvelle compagne. Il est ainsi sollicité par le maire de Moscou, Sergueï Sobianine, pour devenir directeur général adjoint de l'entreprise publique Mosinjproekt (chargée de gérer les projets du Grand Moscou), pour un salaire mensuel de 10 000 euros. Chargé des grands projets internationaux, il a notamment supervisé la signature d'un programme de coopération entre Sergueï Sobianine et Patrick Ollier, le président de la Métropole du Grand Paris, permettant de faciliter l’implantation à Moscou de grandes entreprises françaises,,. Maurice Leroy a par ailleurs acquis la nationalité russe en 2021.
Il reçoit la Légion d'honneur en 2021.

## Détail des mandats et fonctions

### Au gouvernement
- 14 novembre 2010 – 10 mai 2012 : ministre de la Ville.

### À l’Assemblée nationale
- 12 juin 1997 – 15 décembre 2010 : député de la troisième circonscription de Loir-et-Cher.
- 1er juin 2005 – 1er décembre 2006 : vice-président de l'Assemblée nationale.
- 6 octobre 2009 – 14 novembre 2010 : vice-président de l'Assemblée nationale.
- 20 juin 2012 – 9 janvier 2019 : député de la troisième circonscription de Loir-et-Cher.
- 17 juillet 2018 – 9 janvier 2019 : vice président de l'Assemblée nationale.

### Au niveau local
- 19 mars 1989 – 18 mars 2001 : maire du Poislay.
- 27 mars 1994 – 29 mars 2015 : conseiller général de Loir-et-Cher (élu dans le canton de Droué).
- 1er avril 2004 – 11 juillet 2017 : président du conseil général puis départemental de Loir-et-Cher.
- Depuis le 2 avril 2015 : conseiller départemental de Loir-et-Cher (élu dans le canton de Montoire-sur-le-Loir).
- Depuis le 10 décembre 2018 : vice-président du conseil départemental de Loir-et-Cher, chargé du tourisme.

### Au sein de partis politiques
- janvier 2003 – mai 2007 : secrétaire national exécutif de l'UDF, chargé des fédérations.
- mai 2008 – 14 novembre 2010 : porte-parole du Nouveau Centre.

## Publications
- Parole d'affranchi, Le Cherche midi, 2011.